# Восьмой Олень Коготь Ягуара
Ия Накуаа Тейуси Няня (мишт. Iya Nacuaa Teyusi Ñaña; 1063 — 1115) — правитель миштеков в 1079–1115 годах, военачальник. Пытался создать централизованное миштекское государство. Имя переводится как «Восьмой Олень», титул — как «Коготь Ягуара», также есть варианты перевода «Коготь Тигра» и «Коготь Оцелота».

## Биография
Родился в 1063 году в городе Тилантонго. Отец — жрец и вождь Пятый Крокодил Солнечный Дождь, мать — Одиннадцатая Вода Драгоценность Птицы, принцесса из Текамачалько. В 1079 году унаследовал власть после смерти отца; тогда же совершил первый удачный поход, присоединив к подконтрольным землям «страну поросших травой холмов». В дальнейшем заручился поддержкой миштеко-тольтекского владетеля по имени «Четвертый Ягуар» из Чолулы, а также снискал благосклонность влиятельного миштекского жречества, которому обещал расширение храмового строительства и придание культовым церемониям большего размаха.
В 1099–1101 годах провёл успешную военно-дипломатическую кампанию против другого претендента на общемиштекское господство — города-государства «Узел Шипе-Тотека» (также известен как «Красно-Белый Узел», точная терминология не выработана), расположенного на теуантепекском побережье Тихого океана. Ия Накуаа вмешался в династическую ссору после смерти правителя города — «Одиннадцатого Ветра». В результате три сына и племянник умершего владыки были принесены в жертву богам, а на их сестре по имени Тринадцатая Змея Ия Накуаа женился, став законным владетелем государства «Узел Шипе-Тотека».
Следующим и самым мощным конкурентом Ия Накуаа в борьбе за общемиштекское доминирование стала воинственная правительница города-государства «Дымная Гора», которую кодексы именуют Змеиной Накидкой или правительницей по имени Шестая Обезьяна. Ия Накуаа победил её в 1111 году. В общей сложности Ия Накуаа хитростью и ловкой политикой сумел покорить 94 миштекских города-государства. Он убивал их правителей вместе с сыновьями и женился на их вдовах и дочерях. Его власть была распространена на горные, низменные и прибрежные области миштеков.
Фактически большинство Миштеки (области, населённой миштеками) покорилось Ия Накуаа. В своем государстве он начал формировать мощный централизованный бюрократический аппарат имперского образца. Чтобы подчеркнуть свой новый статус, он взял себе имя — Тейуси Нана («Коготь Оцелота», или «Коготь Ягуара»). При невыясненных обстоятельствах погиб его союзник Четвёртый Ягуар, что сказалось на успехах Ия Накуаа. В 1115 году его войско потерпело поражение в битве, вследствие чего он потерял влияние в государстве. Считается, что этим воспользовались внутренние враги (при поддержке внешних) — в итоге Ия Накуаа был схвачен и принесён в жертву в своём родном городе Тилантонго.